# Bocage (filme)
Bocage é uma longa-metragem de ficção portuguesa realizada por Leitão de Barros no ano de 1936.
Este filme foi pensado como um grande filme histórico destinado aos mercados português, espanhol e brasileiro. Foi o primeiro exemplo das coproduções com Espanha que foram objeto de duas versões de origem, uma portuguesa e uma espanhola. 
É considerado uma obra mais convencional do que os anteriores filmes do realizador (como A Severa).

## Elenco
- Raul de Carvalho
- Carlos Alves
- Carlos Barros
- Celita Bastos - Canária
- Holbeche Bastos
- María Castelar - Anália Coutinho
- Baltasar de Azevedo
- Lino Ferreira
- Maria Helena
- Oliveira Martins
- Maria Helena Matos
- Araújo Pereira
- Joaquim Prata
- António Silva
- Maria Valdes
- Tarquínio Vieira
- João Villaret
- Perpétua Rosa dos Santos